# Comis
Comis fue un título de dregător de la Edad Media rumana.
Según la Descriptio Moldaviae de Demetrio Cantemir, comisul cel mare ("gran comis"), equivalente a caballerizo mayor, tenía "bajo su supervisión todos los establos reales, los arneses de los caballos, sus sirvientes, las herraduras y las riendas". Estaba entre los boyardos del diván de primer rango, recolectando de cada molino de agua cada tres años un impuesto para su beneficio personal. Cantemir también escribió sobre el comisul al doilea ("comis segundo"), lugarteniente del anterior, que tenía entre sus deberes la supervisión de los establos reales y el propio caballo del Señor cuando quería montar. El comisul al treilea ("comis tercero") tenía las mismas atribuciones que el segundo.
El equivalente latino en actas oficiales fue agazonum magister o supremus stabuli praefectus.